# American Fiction
American Fiction er en amerikansk film fra 2023 af Cord Jefferson.

## Medvirkende
- Jeffrey Wright som Thelonious "Monk" Ellison
- Tracee Ellis Ross som Lisa Ellison
- Issa Rae som Sintara Golden
- Sterling K. Brown som Clifford "Cliff" Ellison
- John Ortiz som Arthur
- Erika Alexander som Coraline
- Leslie Uggams som Agnes Ellison